# Кеверешу-Маре (комуна)
Кеверешу-Маре (рум. Chevereșu Mare) — комуна у повіті Тіміш в Румунії. До складу комуни входять такі села (дані про населення за 2002 рік):
- Вукова (378 осіб)
- Драгшина (505 осіб)
- Кеверешу-Маре (1027 осіб)

Комуна розташована на відстані 386 км на захід від Бухареста, 22 км на південний схід від Тімішоари.

## Населення
За даними перепису населення 2002 року у комуні проживали 1910 осіб.
Національний склад населення комуни:
| Національність | Кількість осіб | Відсоток |
| -------------- | -------------- | -------- |
| румуни         | 1343           | 70,3%    |
| цигани         | 210            | 11,0%    |
| угорці         | 207            | 10,8%    |
| словаки        | 133            | 7,0%     |
| українці       | 6              | 0,3%     |
| серби          | 6              | 0,3%     |
| німці          | 3              | 0,2%     |
| євреї          | 1              | 0,1%     |
| поляки         | 1              | 0,1%     |

Рідною мовою назвали:
| Мова       | Кількість осіб | Відсоток |
| ---------- | -------------- | -------- |
| румунська  | 1459           | 76,4%    |
| угорська   | 197            | 10,3%    |
| словацька  | 131            | 6,9%     |
| циганська  | 114            | 6,0%     |
| сербська   | 5              | 0,3%     |
| німецька   | 3              | 0,2%     |
| українська | 1              | 0,1%     |

Склад населення комуни за віросповіданням:
| Релігія                                       | Кількість осіб | Відсоток |
| --------------------------------------------- | -------------- | -------- |
| православні                                   | 1435           | 75,1%    |
| римо-католики                                 | 296            | 15,5%    |
| п'ятдесятники                                 | 98             | 5,1%     |
| лютерани (Синодально-пресвітеріанська церква) | 58             | 3,0%     |
| баптисти                                      | 13             | 0,7%     |
| реформати                                     | 4              | 0,2%     |
| греко-католики                                | 4              | 0,2%     |
| адвентисти                                    | 1              | 0,1%     |
| юдеї                                          | 1              | 0,1%     |